# Francisco Bilbao
Francisco Bilbao Barquín (Santiago, 19 de janeiro de 1823 – Buenos Aires, 9 de fevereiro de 1865) foi um ensaísta, filósofo e político chileno. Era filho de Rafael Bilbao Beyner e da argentina Mercedes Barquín.